# Súmate

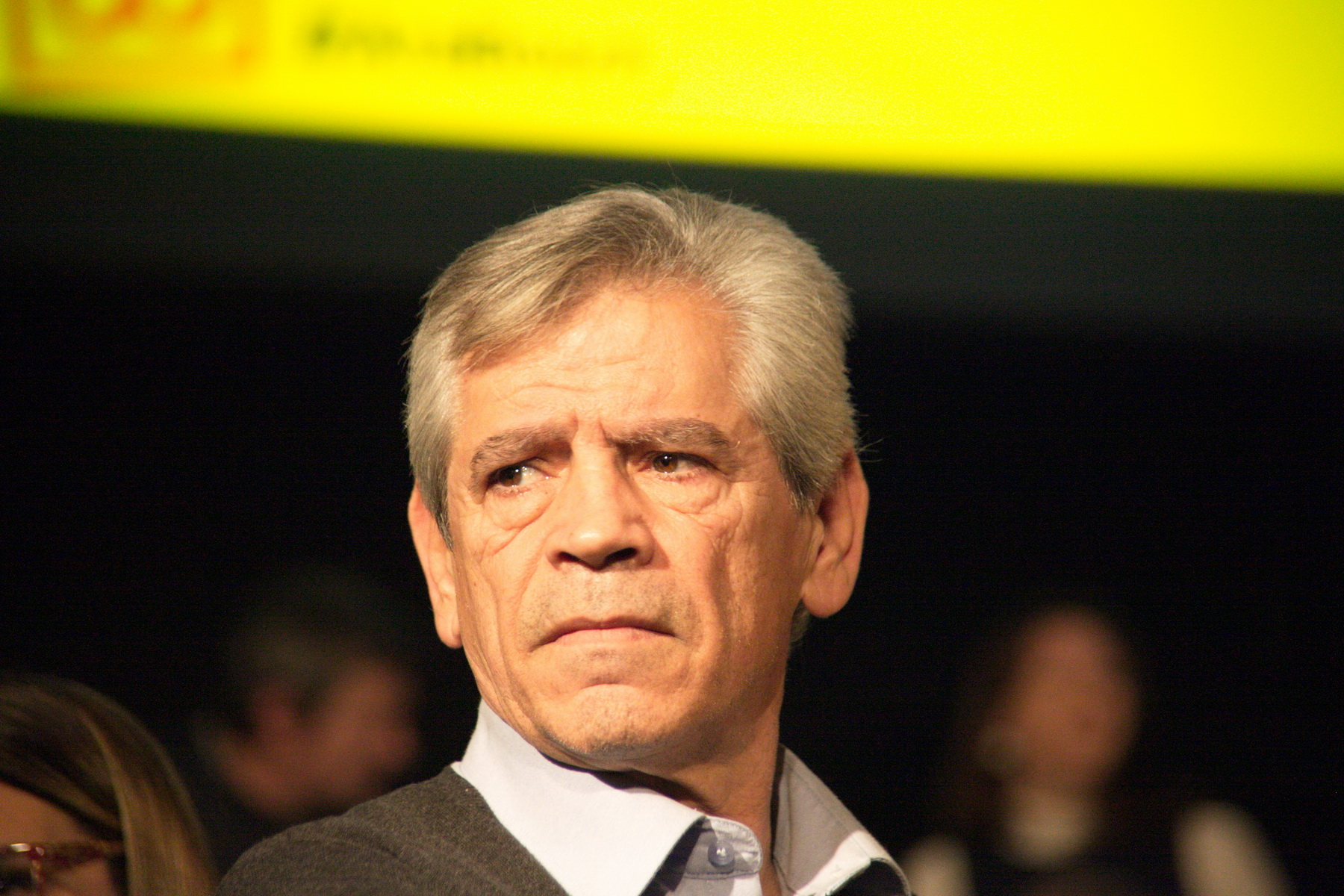
Eduardo Reyes, el 2014

Súmate és una entitat apartidista i sense ànim de lucre l'objectiu de la qual és informar i promoure el vot independentista entre aquells catalans que tenen la llengua espanyola com a pròpies. Es presentà amb un acte a Bellvitge el 3 d'octubre de 2013, cinc dies després d'haver publicat un vídeo en què alguns dels seus membres explicaven els motius pels quals es decantaven pel sobiranisme. El desembre del 2012 tenia una dotzena de delegacions i més de 2.000 afiliats i l'abril de 2014, amb 300 socis i 35.000 simpatitzants. L'entitat ha anat fent presentacions a molts municipis de Catalunya d'ençà de la seva creació. El març del 2014 es va presentar a Madrid, fet que va ser silenciat pels mitjans de la capital, i el gener de 2014 a Barcelona. El seu primer president va ser Eduardo Reyes Pino (Còrdova, 1951), que va arribar a Catalunya el 1959. Va dimitir en ser escollit diputat a la llista de Junts pel Sí i fou substituït per Chema Clavero.
L'entitat ha rebut el suport de diversos personatges de la vida pública i cultural de Catalunya, com Antonio Baños, Eduard Voltas, Toni Mata i Manuel Puerto Ducet; a més de l'assistència i participació en els seus actes de Xavier Sala-i-Martín, Miquel Calçada, Muriel Casals, Carme Forcadell, Josep Maria Vila d'Abadal, Francesc Marc Álvaro i Lluís Cabrera, entre d'altres.
El 3 d'abril del 2021 l'Entitat renova la seva Junta Directiva nacional i Manel Bueno esdevé nou president de l'associació.
1. ↑  «Manuel Bueno, nou president de Súmate».   Diari Avui. [Consulta: 5 abril 2021].
2. ↑  Xuriach, Roger. «"Catalunya sigue siendo tratada como una colonia"» (en castellà). Público.es, 12-10-2013. [Consulta: 22 agost 2014].
3. ↑  «L'associació Súmate reivindica la independència de Catalunya». 8TV Migdia, 03-10-2013. Arxivat de l'original el 21 de juliol 2015. [Consulta: 22 agost 2014].
4. ↑  «Ple de gom a gom a la presentació de l'associació Súmate, formada per castellanoparlants a favor de la independència». 3/24, 04-10-2013. [Consulta: 22 agost 2014].
5. 1 2  Aguilera, Gemma. «Eduardo Reyes: “Els unionistes aprofiten el desconeixement de la història de Catalunya”». El Temps, 03-12-2013. [Consulta: 22 agost 2014].
6. ↑  Doncel, Meritxell. «El president de Súmate: “Catalunya és la gallina dels ous d'or d'Espanya però se l'han menjat i deixarà de pondre”». directe!cat, 14-04-2014. Arxivat de l'original el 26 d’agost 2014. [Consulta: 22 agost 2014].
7. ↑  Barnils, Andreu. «Súmate a Madrid: 'Ens tenen por'». VilaWeb, 11-03-2014. [Consulta: 22 agost 2014].
8. ↑  Rusiñol, Joan. «La premsa de Madrid silencia l'acte de Súmate». Ara, 11-03-2014. [Consulta: 22 agost 2014].
9. ↑  Segura, Cristian. «El bateig dels 'neoindepes' a les aigües del 'procés' (Cristian Segura)». diari Ara, 01-02-2014. [Consulta: 22 agost 2014].
10. ↑  «Eduardo Reyes deixa la presidència de Súmate per centrar-se en l'activitat parlamentària», 30-03-2016.
11. ↑  «Chema Clavero, escogido nuevo presidente de Súmate por unanimidad». [Consulta: 31 juliol 2016].
12. ↑  «Chema Clavero, escollit nou president de Súmate», 16-04-2016. [Consulta: 31 juliol 2016].
13. ↑  «Antonio Baños: 'Si fóssim una tribu, seríem més benvistos per l'esquerra espanyola'». VilaWeb, 12-02-2014. [Consulta: 24 agost 2014].
14. ↑  «Asociación SUMATE: Carta abierta a Ramón Jáuregui» (en castellà), 16-05-2014. Arxivat de l'original el 26 d’agost 2014. [Consulta: 24 agost 2014].
15. ↑  «Asociación SUMATE: Quiero a España pero soy independentista» (en castellà), 07-05-2014. Arxivat de l'original el 26 d’agost 2014. [Consulta: 24 agost 2014].
16. ↑  «Asociación SUMATE: Carta abierta a Pedro Nueno» (en castellà), 28-01-2014. Arxivat de l'original el 26 d’agost 2014. [Consulta: 24 agost 2014].
17. ↑  «Súmate: 'Som la prova que a Catalunya no hi ha fractura, farem un nou país'». VilaWeb, 01-02-2014. [Consulta: 24 agost 2014].